# Bière de garde

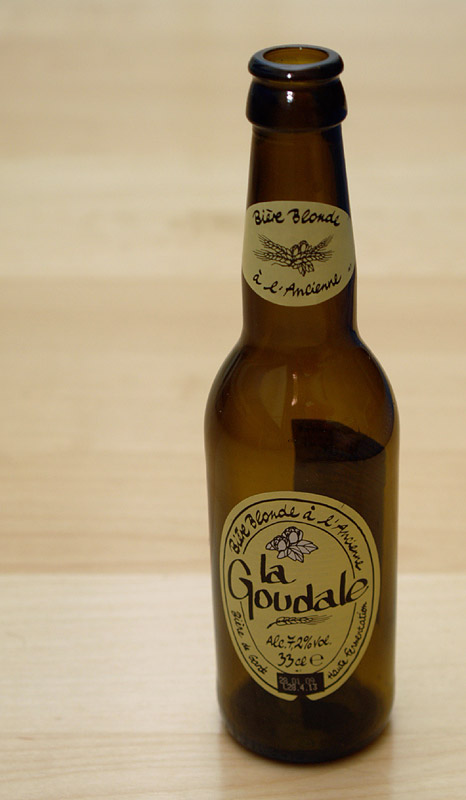
Bouteille de Goudale.

La bière de garde est un type de bière de fermentation haute originaire du nord de la France. Typiquement refermentée en bouteilles de champagne (à la ferme notamment) ou en cuves, à très basse température, elle pouvait alors se conserver davantage, et y mûrir tout en s'affinant. De fait, elle est souvent devenue une bière de fermentation basse désormais. De couleur ambrée, blonde, dorée ou brune, elle a un goût marqué et une forte teneur en alcool. Un bouchon métallique muselé est nécessaire pour contenir les effets de la  seconde fermentation en bouteille.   